# انظر إلى الأضواء يا حبيبي
انظر إلى الأضواء يا حبيبي بالفرنسية Regarde les lumières mon amour هو كتاب تأملي/مقالة سردية من تأليف الكاتبة الفرنسية آني إرنو (Annie Ernaux) الحائزة على ، نُشر لأول مرة عام 2014 عن دار النشر Éditions du Seuil، وذلك في إطار مشروع أدبي–اجتماعي يحمل عنوان "Raconter la vie" (حكْيُ الحياة).
يندرج هذا العمل ضمن نوع "الكتابة الواقعية" التي تميّز أسلوب إرنو، حيث تمزج بين الملاحظة اليومية والتحليل الاجتماعي، وتمنح صوتًا للواقع المعاش، خاصة في الفضاءات المألوفة التي غالبًا ما تمرّ دون تفكير، مثل المتاجر الكبرى ومراكز الاستهلاك.

## ملخص
يتخذ هذا الكتاب شكل دفتر ملاحظات يومي، دَوّنته الكاتبة بين نوفمبر 2012 وأكتوبر 2013، ويوثّق زياراتها المتكررة إلى الهايبرماركت "أوشان" بمدينة سيرجي (Auchan de Cergy)، الواقع داخل مركز التسوق "النافورات الثلاث" (Centre commercial des Trois-Fontaines). تأتي كل فقرة بأسلوب المدخلات الكلاسيكية ليوميات شخصية، مرفقة بالتاريخ، ما يمنح النص طابعًا تأمليًّا وتوثيقيًّا في آن.
تسرد آني إرنو في هذه اليوميات تجربتها الشخصية في الفضاء الاستهلاكي، وتكتب ما تراه، وما تسمعه، وما تستوعبه أو تتأمله، في مشاهد الحياة اليومية داخل المتاجر الكبرى. تتجاوز الكاتبة البعد السردي البسيط، لتقدّم تحليلات دقيقة ونافذة حول المجتمع الاستهلاكي، كما ترصد تمظهرات الفوارق الطبقية والاجتماعية كما تنعكس في تنظيم المتاجر وأقسامها المختلفة.
وتلاحظ إرنو، بطريقة موضوعية ومحايدة، كيف تُدرِج المتاجر الكبرى الزبائن ضمن فئات اجتماعية وفقًا لدخلهم أو وضعهم الطبقي؛ فمثلاً، تشير إلى أن قسم المنتجات البيولوجية (bio)، الذي يقصده ذوو الدخل المرتفع، يخضع لرقابة أقل من قسم "الأسعار المنخفضة" (premiers prix) الموجّه للطبقات المحدودة الدخل. هذا التفاوت في الرقابة يعكس – بوعي أو بدونه – صورة نمطية اجتماعية: الفقير يُشتبه فيه بأنه سارق، بينما يُنظَر إلى الغني كإنسان نزيه بطبعه.
كما تُقيم الكاتبة مقاربات ذات طابع رمزي وفلسفي، فتربط مثلًا بين الحبّ وحاجة الإنسان إلى الاستهلاك، مبرزة كيف أن الرغبة والعاطفة يمكن أن تتقاطع مع دوافع الشراء، في مجتمعٍ تغدو فيه الهويّة والرغبة مقيّدتين بالعرض والطلب.

## التكيف
تمت معالجة هذا العمل من قِبل المؤلفة نفسها في شكل اقتباس درامي يحمل العنوان ذاته. وقد جُسدت المسرحية على الخشبة من طرف فرقة "لا ريسيبروك" (La Réciproque)، تحت إشراف المخرجة ماري-لور كروشان (Marie-Laure Crochant). وقد تم العرض الأول للمسرحية في مسرح لو غران آر (Le Grand R) بمدينة لا روش سور يون (La Roche-sur-Yon) بتاريخ 29 نوفمبر 2016. .

## شخصيات الرواية
- الراوي المركزي: يُمثّل صوتًا داخليًا يتنقل بين الأزمنة والذكريات، ويُقدّم تأملات فلسفية حول الموت، الزمن، والمصير.
- شخصيات هامشية متعددة: تظهر في شكل لوحات سردية، مثل القتلة، الضحايا، العشاق، الفلاحين، والجنود، وكل منهم يُجسّد جانبًا من العبثية أو القسوة أو الحنين.
- المرأة الغائبة/الحاضرة: تظهر في أكثر من مشهد كرمز للحب المفقود أو الرغبة المكبوتة، دون أن تُقدّم ككيان مستقل، بل كصدى في ذاكرة الراوي.
- القتيلان: رغم أن عنوان الرواية يشير إليهما، إلا أنهما لا يُقدّمان كشخصيتين مركزيتين، بل كرمزين لانهيار النظام الاجتماعي ودوامة العنف.الراوي المركزي: يُمثّل صوتًا داخليًا يتنقل بين الأزمنة والذكريات، ويُقدّم تأملات فلسفية حول الموت، الزمن، والمصير.
- شخصيات هامشية متعددة: تظهر في شكل لوحات سردية، مثل القتلة، الضحايا، العشاق، الفلاحين، والجنود، وكل منهم يُجسّد جانبًا من العبثية أو القسوة أو الحنين.
- المرأة الغائبة/الحاضرة: تظهر في أكثر من مشهد كرمز للحب المفقود أو الرغبة المكبوتة، دون أن تُقدّم ككيان مستقل، بل كصدى في ذاكرة الراوي.
- القتيلان: رغم أن عنوان الرواية يشير إليهما، إلا أنهما لا يُقدّمان كشخصيتين مركزيتين، بل كرمزين لانهيار النظام الاجتماعي ودوامة العنف.[6]

## اقتباسات من الكتاب
- "تساءلتُ لماذا لا تظهر المتاجر الكبرى في الروايات، كم من الوقت تحتاجه حقيقة جديدة لتنال كرامة أدبية."
- "الهايبرماركت يعكس التاريخ، ويُقدّم صورة متطورة للاقتصاد... كل شيء فيه يُظهر تصاعد هيمنة الرأسمالية النيوليبرالية."
- "من بين سبعة ملايين عامل فقير في فرنسا، كثيرون منهم يعملون كصرافين."
- "اللغة المعتادة للإغراء، المليئة بالود الزائف والوعد بالسعادة، تُستبدل هنا بلغة التهديد، المُعلنة بوضوح."
- "في بعض اللحظات، أشعر أنني سطح أملس تُسقط عليه الناس واللافتات المعلقة فوق الرؤوس."

## الأسلوب
الرواية عمل تأملي للكاتبة الفرنسية آني إرنو، نُشر عام 2014 ضمن مشروع أدبي–اجتماعي بعنوان "حكي الحياة" (Raconter la vie)، ويُعد مثالًا بارزًا على "الكتابة الواقعية الاجتماعية". يتخذ الكتاب شكل يوميات شخصية توثق زيارات الكاتبة إلى متجر "أوشان" في مدينة سيرجي الفرنسية، حيث ترصد من خلال ملاحظاتها الدقيقة الحياة اليومية داخل فضاء الاستهلاك، وتُقدّم تأملات حول الطبقات الاجتماعية، والهوية، والعلاقات الإنسانية. بأسلوب بسيط ومباشر، تمزج إرنو بين السرد الذاتي والتحليل السوسيولوجي، لتُحوّل المتجر الكبير إلى مرآة تعكس التفاوت الطبقي والرمزية الثقافية في المجتمع المعاصر، مما يجعل العمل مساهمة أدبية فريدة في فهم الواقع المعاش